# Kenneth Price
Kenneth Price (* 16. Februar 1935 in Los Angeles, Kalifornien; † 24. Februar 2012 in Taos, New Mexico) war ein US-amerikanischer Künstler, der vor allem für seine innovativen Keramikskulpturen bekannt ist.  

## Leben
Kenneth Price wuchs in Los Angeles auf und interessierte sich schon früh für Kunst. Er studierte am Chouinard Art Institute und am Otis Art Institute in Los Angeles, bevor er 1956 seinen Bachelor of Fine Arts (BFA) an der University of Southern California erwarb. 1959 erwarb er den Master of Fine Arts (MFA) am New York State College of Ceramics der Alfred University. Während seiner Zeit am Otis Art Institute studierte Kenneth Price bei dem einflussreichen Keramikkünstler Peter Voulkos, der dafür bekannt war, die Grenzen zwischen Kunsthandwerk und bildender Kunst zu verwischen. Kenneth Price gehörte zu einer Gruppe von Künstlern, die die traditionellen Vorstellungen von Keramik in Frage stellten und das Medium in den Bereich der zeitgenössischen Kunst hoben.
Seit den 1950er Jahren widmet sich Ken Price dem Material Ton und ist eine Schlüsselfigur der Kunstszene von Los Angeles. Seine kleinformatigen, farbenfrohen Keramikskulpturen sind gleichermaßen von altmexikanischer Töpferkunst, traditioneller Volkskeramik und der Verbindung von Handwerk und bildender Kunst im Bauhaus inspiriert. Er entwickelte ein hohes handwerkliches Können und schuf in Handarbeit sehr unterschiedliche Serien abstrakter und biomorpher Formen, die von suggestiven Assoziationen durchdrungen sind. In den 1970er Jahren zog er nach Taos, New Mexico, wo er die ambitionierte Serie Happy's Curios schuf, die verschiedene Objekte wie „Totenschreine“ und „Stadteinheiten“ umfasst. Die 1980er Jahre verbrachte er in Massachusetts, bevor er 1992 nach Los Angeles und New Mexico zurückkehrte. Price brannte seine skulpturalen Objekte (manchmal auch funktionale Gefäße) oft unglasiert und bemalte sie dann mit mehreren dünnen Farbschichten. Diese wurden oft abgeschliffen, um einen Farbeffekt zu erzielen. Price arbeitete auch als Radierer.